# Doblatge
El doblatge és un procés de postproducció audiovisual que consisteix a substituir el diàleg original d'una pel·lícula, reportatge, programa, documental, etc., per una nova gravació de la banda d'àudio (veus). Això es fa amb diverses finalitats, com millorar la locució d'un o diversos actors, corregir problemes en la gravació original del so o oferir els diàlegs en un altre idioma.
El doblatge en un altre idioma consisteix en dos processos complementaris: la traducció adaptada dels guions originals i el doblatge en si, és a dir, la gravació d'actors de doblatge (o locutors) del nou text en l'idioma al qual s'ha traduït la versió original. També s'utilitza per a donar veu a actors inexistents, com els personatges dels dibuixos animats o per a afegir un narrador en off (una veu d'algú que no apareix filmat).
El Dia Internacional del Doblatge és el 12 de juny.

## Història
El doblatge ha anat evolucionant molt al llarg dels temps: des dels inicis, amb gravacions mediocres i que no se sentien bé fins avui dia, en què és un procés d'uns 10 a 15 dies dut a terme amb la més alta tecnologia.

### Introducció del doblatge a Europa
La preferència actual de cada país sobre el format audiovisual d'una pel·lícula, en aquest cas el doblatge o subtítols, és una conseqüència que prové de les decisions del final dels anys vint i principis del 30, època on va aparèixer el cinema sonor.
Dins el context politicosocial del moment, alguns països, principalment per raons polítiques lligades als nacionalismes de l'època, van escollir el doblatge com a eina de reforçament de la identitat nacionalista, a més de ser un factor completament relacionat al control de la informació. Entre els passos que van elegir el doblatge com a forma principal de reproduir pública del contingut trobem Espanya, França, Alemanya i Itàlia.
El 1928 els grans estudis de Paramount van realitzar la primera prova de doblatge amb The Flyer. La primera pel·lícula doblada coneguda va ser Devil and the Deep el 1931, trobant-se disponible sota el títol Entre la espada y la pared.
A Espanya el doblatge va començar a expandir-se i generalitzar-se a partir de l'any 1932, després de la Guerra Civil, la Segona República va introduir-lo a les grans capitals de l'estat: Barcelona i Madrid. Anteriorment, va ser Barcelona la cuita que va iniciar la tècnica, realitzant el primer doblatge el 1929. Es van crear estudis simultàniament a Madrid, Fonoespaña, i a Barcelona, Trilla-la-Riva i Metro-Goldwyn-Mayer, fundats el 1933. Entre els primers films que aquestes companyies van doblar destaquen: Vertigo, Johnny Concho, To Catch a Thief, entre d'altres.
Després de la Guerra, el doblatge es va veure reforçat per la normativa promulgada pel Govern de Franco el 23 d'abril de 1941, basada en la Llei de Defensa de l'Idioma del 1938 del feixisme italià de Mussolini. Aquesta llei adoptada a Itàlia, Alemanya, França i Espanya tenia dos grans objectius polítics: Marcar un nacionalisme a través de la identitat lingüística i, més subtilment, el control a través de la censura de les idees estrangeres que podien ser contradictòries als interessos nacionals.

### Introducció del doblatge a Amèrica Llatina
A Mèxic el doblatge va iniciar-se en mig de l'època d'or del cinema mexicà, l'era on Hollywood invertia diners en el cinema mexicà durant la Segona Guerra Mundial. El 1938 Disney va llançar la primera pel·lícula íntegrament en espanyol, Blancaneu i els set nans, doblada als Estats Units. Les veus del film eren una estranya combinació d'accents de diferents territoris d'Amèrica Llatina i Espanya, fent que el públic rebutgés la combinació de veus, quasi causant la fi de Disney Pictures i la indústria del doblatge.
Debut a aquest fet, la companyia va decidir buscar una opció de doblatge ubicada a Llatinoamèrica, obrint el primer gran estudio de doblatge a Buenos Aires. Dumbo va ser el primer film doblat completament a Argentina per l'empresa Argentina Sono Film. El 1942 la Metro Goldwyn Mayer va enviar des de Nova York el primer repartiment d'actors i actrius de doblatge a Ciutat de Mèxic per doblar les seves pel·lícules i curts de dibuixos animats de Tom i Jerry per tota l'Amèrica Llatina. La majoria d'aquests actors provenen de la ràdio XEW-AM.

## Evolució
En els inicis del doblatge, a causa de la tipologia del material amb el qual es treballava per a realitzar les mescles de veu i audio, essent fotogràfic i no digital com avi en dia, el procediment a seguir consisten en realitzar enregistraments de diverses pàgines de text que havien de ser memoritzades prèviament.
Els dobladors de l'època eren actors de ràdio o de teatre que tenien poca o cap preparació per la tècnica. Per aquest motiu les escenes només s'assajaven 2 o 3 vegades abans de ser gravades amb l'objectiu d'aconseguir una bona sincronització amb els moviments labials dels actors originals tanmateix com per poder imitar la interpretació d'aquests. Doblatges com el de Gone with the Wind portaven moltes setmanes de treball.
Amb el pas dels anys aquesta tècnica es va substituir per l'actual sistema de doblatge per ritmes, en el qual el diàleg queda segmentat en petits fragments o takes que els actors graven sense la necessitat de memoritzar el text, poden llegar darrere d'un faristol una vegada han memoritzat el ritme (especialment les pauses) del diàleg original. Aquesta nova tècnica agilitza molt el procés de doblatge, tot i que també hi ha qui opina que aquesta «mecanització» del procés li ha restat qualitat artística i naturalitat al mateix.
Després del doblatge a l'espanyol a Espanya i Mèxic, altres països van adoptar noves tècniques. A Xile s'empra per a les sèries televisives turques i a Veneçuela és desenvolupat per a programes de cable. Casos similars es donen a Colòmbia, Mèxic, Xile, Argentina, Perú, Puerto Rico, Cuba i El Salvador. A Guinea Equatorial s'usa el doblatge castellà europeu.
A Espanya, les comunitats autònomes de Catalunya, Comunitat Valenciana, Balears, Galícia i País Basc compten al seu torn amb doblatges en les seves respectives llengües cooficials, diferents de l'espanyol.

## Cultura del doblatge
El costum de doblar no es troba generalitzat a tots els països del món. Així, hi ha molts països on l'accés a les produccions audiovisuals en versió original és més fàcil que en altres, de tradició més arrelada.
El doblatge és una tria força generalitzada en diversos països de l'Europa occidental, com Alemanya o Espanya, a causa d'orígens molt discutits, entre els quals es troba una llei italiana amb què Mussolini va imposar el 1941 que totes les pel·lícules fossin doblades.
Al Japó, els actors de doblatge (allà anomenats seiyuu) són tan famosos que fins i tot tenen revistes pròpies i fan gires per tot el país. Altres països dobladors són Brasil i Tailàndia.
A l'Índia, fins fa poc, el doblatge ha estat una pràctica gairebé exclusiva en la realització cinematogràfica. Això és a causa de la gran quantitat d'idiomes oficials en aquest país.
A Espanya, el doblatge té una tradició de doblar les pel·lícules d'origen franquista. Hi està generalitzada la preferència per veure les produccions audiovisuals en la llengua castellana.

## El procés
El procés de doblatge és realment complex, aquest és llarg i requereix una gran dedicació.

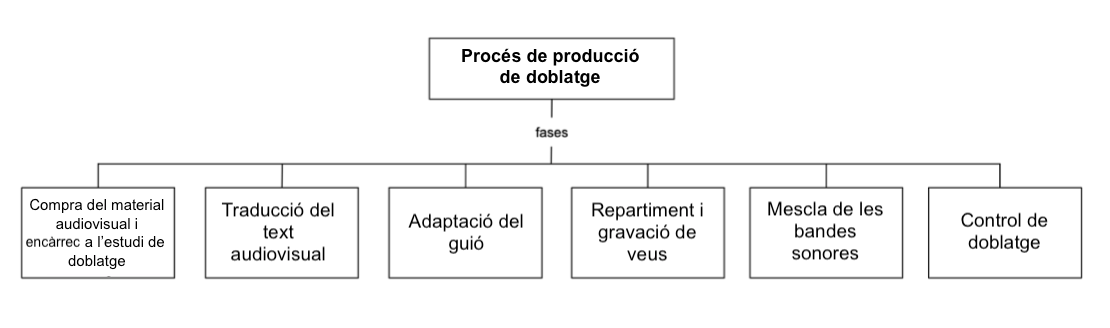
Esquema del procés de producció de doblatge.

### Compra del material audiovisual i encàrrec a l'estudi de doblatge
El doblatge d'una pel·lícula s'encarrega a un estudi de doblatge.
Els primers elements en format visual que són enviats a l'estudi són els tràilers, després sol venir l'encàrrec de la traducció completa del film, sempre arribant primer el guió i finalment el visionament per tal de poder editar i crear el muntatge.
El client sol donar la major informació possible: argument, protagonistes, duració, si el material es rebrà fragmentat o complet, si vindrà un supervisor estranger, el tipus de mescla i si es farà a l'estudi o fora. A més, es determina si la versió doblada ha de ser entregada en negatiu de so, en M.O (CD) o en H-(Cassete).
En aquests tràmits més burocràtics i tècnics, es comença a proposar noms de traductor, adaptador, director o veus dels protagonistes, essent normalment l'estudi de doblatge qui escull el director de doblatge; però en algunes ocasions -i gairebé sempre quan es tracta de pel·lícules de distribució-, és la mateixa distribuïdora qui escull el director de doblatge. A partir d'aquest punt es comença el procés.

### Traducció
Aquesta part fonamental del procés es basa en dues fases: la traducció en si mateixa, i la compaginació.
L'estudi facilita al traductor una còpia de la pel·lícula i una còpia del guió original, el qual haurà de traduir. Un cop acabada la traducció, l'ajustador-adaptador, s'encarregarà d'adaptar la traducció i ajustar-la als moviments de la boca dels actors originals per tal de facilitar el doblatge quan la pel·lícula entri a sala; ha de compaginar el diàleg amb la gestualitat. S'ha de tenir en compte que el guió ha de respectar la imatge, l'actor de doblatge s'ha d'ajustar a la interpretació i situació que es mostra al film, és essencial una bona compaginació.
És a dir: si el text literal és massa llarg per a ser dit per l'actor de doblatge en el mateix temps que l'actor original, hom li haurà de treure lletra o cercar fórmules per a dir el mateix, però amb menys mots. L'altre punt a tenir en compte per l'ajustador són les consonants labials com la [m] o la [b]. No sempre és possible, però, si hi ha alternativa, el diàleg resultarà més creïble per l'espectador. La traducció no és literal, sinó una adaptació a la cultura, situació i llenguatge concret.
En l'època de la censura era el traductor qui s'havia d'encarregar de suavitzar aquells termes o idees que no serien acceptades pel govern del moment. Era l'adaptador qui després comprovava que tot estigués en ordre. Avui en dia, afortunadament el traductor té llibertat per a adequar el diàleg a la seva manera, sense exposar les veritats a mitges.

### Adaptació del guió
Aquesta feina d'adaptació-ajust normalment correspon al mateix director o, de no ser així, l'encarregat de fer-ho és la persona que decideix el director.
Es pot considerar el pilar del doblatge i el que determinarà a escala tècnica si un film està ben doblat o no. L'adaptador, dins el sector anomenat "ajustador", és qui ha d'assegurar-se que la boca dels personatges del film coincideixi amb el diàleg de la versió doblada, ha d'estar perfectament sincronitzada i adaptada. El moment en què aquest factor és més rellevant és en els primers plans. La seva feina és molt rellevant per la manera com s'ha d'adaptar el guió sense modificar el seu contingut i idea original, allargant o sintetitzant el diàleg segons la situació i les necessitats de la imatge.
Al mateix temps, l'ajustador comporta que el to i el registre siguin correctes, de la mateixa manera com fa marcacions per als actors de doblatge del tipus (ON), (OFF), (DE). Aquest guió adaptat és revisat per un responsable de qualitat de la distribuïdora.

### Repartiment i gravació de veus
Al mateix temps que es prepara la traducció i l'ajust-adaptació, el director visiona la pel·lícula i decideix d'acord amb el seu criteri els actors de doblatge que millor s'adaptin als actors originals. També hi sol influir quantes vegades un mateix actor ha doblat a un altre. No existeixen pas exclusivitats, però l'habitual és que es respecti una associació més o menys arrelada. D'aquesta manera, es manté la il·lusió que un actor quasi sempre té la mateixa veu, encara que sigui en films diferents. Hi ha ocasions en què la distribuïdora, o fins i tot el director de la pel·lícula (original), demanen proves de veu (càsting de veus) i aleshores són ells qui trien els actors encarregats de dur a terme el doblatge.
Abans de poder iniciar la gravació, cal dur a terme el pautat del film, feina realitzada per l'ajudant de direcció. El pautat consisteix en "tallar" el guió, primer en seqüències, i després cada seqüència en takes. Un take és la mesura unitària del doblatge, i les pel·lícules es doblen unitat darrera unitat. Això no vol dir que la pel·lícula es dobli seguida, per ordre, de principi a fi, ja que moltes vegades els actors no tenen la disponibilitat de dies per a fer-ho d'aquesta manera, i aquí és on entra una altra vegada l'ajudant de direcció, per a programar les "convocatòries" (jornades de treball) necessàries per a realitzar un doblatge i en quin ordre es durà a terme.
Una vegada els papers estan assignats, es procedeix a la part de producció, on s'ha de gravar les veus que després es muntaran. De manera esquemàtica, el procés de gravació de les veus es pot separar en diferents fases:
1. El director i els actors veuen la projecció del take que han de gravar amb el so original del fil. mentre repassen el guió doblat.
2. El director dona les indicacions que calen als actors.
3. Els actors assagen, encara amb el so original de fons.
4. El director dona la pauta per a treure el so original, i els actors continuen practicant, ara sense so de fons.
5. Un colp el director ho creu adient, dona l'ordre de començar a gravar.
6. Un colp acabada la gravació, el director escolta la veu amb la projecció de la seqüència per tal de confirmar que no hi ha cap asincronia visible. Si algun error que es pot modificar a postproducció és visible, es deixa i es segueix, en cas que l'errada sigui major, es repeteix el take.

### Mescla
Una vegada acabada la traducció, ajustada i adaptada, es porta a sala on hom realitza el doblatge d'acord amb la planificació de l'ajudant de direcció, sempre en contacte amb el director, i una vegada acabat el doblatge, hom procedeix a la "mescla".
La mescla consisteix a agafar totes les pistes on s'han gravat els diàlegs durant el doblatge i fer-ne la mescla amb les pistes de música i efectes. En aquest cas, el responsable és el tècnic de so, qui ha d'anivellar totes les veus, els efectes de so i la música per tal que hom les oja harmònicament al llarg de la producció audiovisual.
En la sala de mescles, el tècnic es posa a treballar en la taula de mescles i desglossa la seqüència segons millor s'acomoda a la situació. Al mateix temps, a la cabina l'operador està preparat per a carregar la còpia del treball del film, qui treballa sota les condicions del tècnic de so que fa la mescla. Aquesta mescla es realitza a partir de bobines, cadascuna normalment de dos rotllos. El muntador revisa aquesta cinta diverses vegades, des de la versió original fins a realitzar la versió final ja doblada amb un altre idioma, essent tant fidel com sigui possible a l'original.
En alguns casos, les mescles es realitzen a l'estranger, principalment als Estats Units o al Regne Unit. Un exemple són els films de Spielberg, la gran majoria mesclats als EUA tot i ser doblats a altres territoris.

### Control de doblatge
Una vegada acabada la mescla i abans de fer-ne les còpies definitives que s'enviaran als clients corresponents es procedeix a un control de qualitat per si cal refer quelcom, tant en l'apartat de doblatge (sala) o en l'apartat tècnic (mescla).

## Requisits del llenguatge
Per tal realitzar un bon doblatge de qualsevol contingut audiovisual és necessari tenir en compte uns requisits imprescindibles:
- Una interpretació correcta. Per tal de realitzar correctament un film, és necessari que l'espectador s'oblidi que les veus que escolta no corresponen al veritable actor o actriu, per aquest motiu la interpretació del doblador ha de ser exquisida.[40]
- El diàleg dels personatges ha de ser com a la vida real. Per tal de mostrar una coherència expressiva, la veu ha de ser adequada a l'edat, gènere, cultura, condició social, etc. El vocabulari ha de ser ric, culte, vulgar.. segons el personatge.
- No pot mostrar anacronismes lingüístics en els films d'arguments històrics i els llocs geogràfics han d'aparèixer en el seu equivalent a l'idioma doblat.
- El diàleg i vocabulari ha de ser totalment neutre, no pot adaptar-se a una localitat o dialecte (si no correspon al personatge) perquè s'emetrà globalment.
- La mescla final i la sincronia entre la veu i la modulació facial.

## L'alternativa
Hi ha moltes formes de traduir un audiovisual, però la segona més utilitzada és la subtitulació.
Una diferència entre fer subtítols i un doblatge és que aquest segon és un procés més car. Cal tenir en compte com segons la regió i cultura hi ha una tradició de visualitzar els films amb subtítols o el doblatge.
Els experts continuen mantenint el debat entre la millor forma de visualitzar un contingut audiovisual més fidel a la seva versió original: els subtítols o el doblatge.

## Massificació

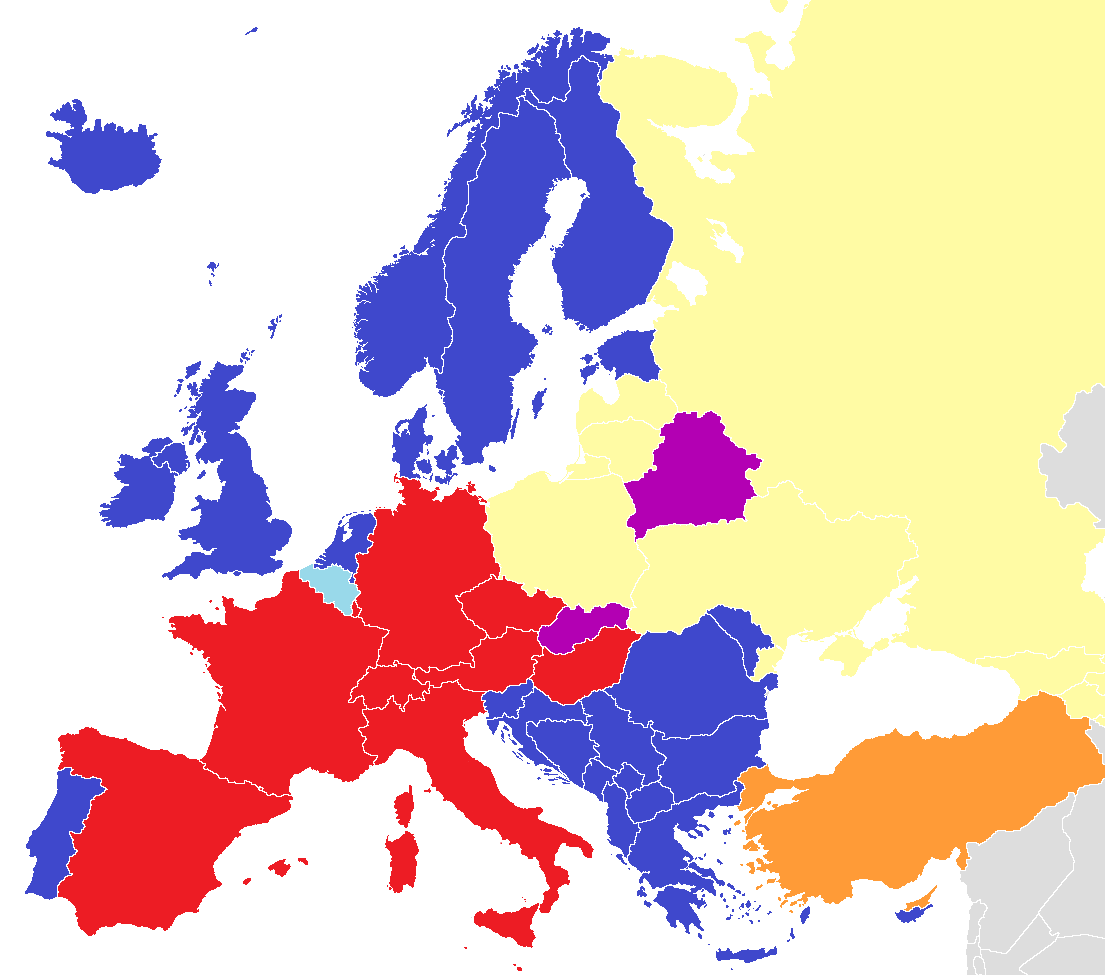
Veu en off. Països que utilitzen normalment un o diversos actors de veu mentre que l'àudio original persisteix.
Doblatge general. Països que utilitzen exclusivament un repartiment complet pel doblatge per pel·lícules i sèries de televisió.
Àrees variades. Països que utilitzen ocasionalment un equip complet per realitzar el doblatge. La norma general és utilitzar únicament subtítols.
Bèlgica ocasionalment produeix versions doblades en el seu propi dialecte flamenc, tot i que usualment utilitza subtítols.
Països que ocasionalment produeixen doblatge propi tot i que també utilitzen versions doblades d'altres nacionalitats perquè el seu idioma és similar a un altre i l'audiència pot comprendre-ho sense dificultat. (Bèlgica i Eslovàquia)

El doblatge de qualsevol idioma requereix una modalitat específica de la llengua:
- Espanya posseeix un doblatge d'àmbit local, realitzat exclusivament pel seu mercat.
- A Amèrica es va realitzar un doblatge únic per tot el mercat hispanoamericà confeccionat per actors de Mèxic, Argentina, Colòmbia, Perú, Veneçuela, entre d'altres.
- A Guinea Equatorial no existeix un doblatge propi.
- També existeix el doblatge d'altres idiomes a partir de produccions en castellà.

En els canals de televisió pública s'emeten sèries, programes infantils i pel·lícules doblades al castellà. Els canals de cable (cost addicional), els quals actualment han reforçat la indústria del doblatge, solen oferir la programació subtitulada o doblada.
Tot i això, amb l'arribada de la televisió a Espanya, es va recórrer sovint al doblatge hispanoamericà per la major part de sèries i pel·lícules animades (generalment per part de Disney, Warner, Hanna-Barbera, Metro Goldwyn Mayer i Filmation), debut a les males condicions laborals dels actors de veu espanyola fins al principi de la dècada dels vuitanta. Aquesta política es va mantenir en la televisió fins a principis dels noranta.
A Mèxic, d'acord amb la legislació del govern, les pel·lícules s'exilien a les sales de cine, de manera opcional, en el seu idioma original amb subtítols o en versió doblada; les pel·lícules animades i infantil es visualitzaven doblades obligatòriament. La gran majoria de vegades el públic preferia la versió doblada. Aquesta mesura es va dur a terme per tal d'impulsar el cinema mexicà.

### Modisme
Un idiotisme idiomàtic o modisme és una expressió particular d'un idioma, característica d'una llengua, que no pot traduir-se literalment a una altra llengua. Dins el món del doblatge és freqüent trobar modismes i que aquests s'hi hagin d'adequar al nou idioma.
En el cas d'Amèrica, fins als 2000, alguns dels estudis de doblatge més rellevants van ser a Mèxic i a Veneçuela. Per evitar confusions als espectadors d'altres països, aquestes companyies no solen utilitzar modismes que són propis de la seva llengua. Sol ser un aspecte que el doblatge hispanoamericà tracta d'evitar, tot I que no sempre és així, com en utilitzar termes com "maní", "gaseosa" o "chicle" en bloc de "chicle","refresco" o "goma de mascar", termes que formen part de la parla hispana.
Una exemplificació de la importància i relació d'utilitzar no modismes i l'audiència és, qui va aproximar els seus irreverent diàlegs Mexicans, tenint èxit a argentina però no a Mèxic.

## Tècniques de producció
Durant l'evolució de la cinematografia, la televisió i la computació gràfica, les tècniques de doblatge han evolucionat per tal d'adaptar-se als nous formes i les produccions requerides. S'ha evolucionat de les cintes de cel·luloide en 16 mm i 35 mm, a cintes magnètiques de 1/4 i 1/2, vídeos de 1'' i 2'', fins als moderns sistemes de gravació i edició digital.
El requisit més important en aquest sistema és la capacitat per editar i sincronitzar amb precisió la imatge amb el so. Cada gravació té una breu duració anomenada loop (bucle).

## Produccions en formats de vídeo
A principis dels anys setanta es va començar a desenvolupar el doblatge de produccions de cintes de vídeo. El primer sistema experimental es va desenvolupar en la companyia més gran de doblatge a Mèxic, CINSA, dirigida pels enginyers Deloy J.White, Elías Fernández O. i Oscar Rubio. Ells van modificar una gravadora de vídeo helicoidal d'una polzada, per tal d'afegir-hi pistes addicionals a la gravació d'àudio d'alta fidelitat i altres polsadors de control utilitzes en la sincronització del format original durant la transferència a còpies de treballs. Aquest sistema va permetre incrementar l'eficàcia i continuïtat del doblatge a un cost menor.
El sistema es va dispensar per ser compatible amb els formats d'àudio 16 mm (magnètic sincrònic), videocinta de 3/4 i altres de vídeo de 1'' i 2''. El sistema va seguir expandint-se i millorant-se fins al final dels vuitanta, quan van iniciar grans produccions de vídeo. El treball de mitja hora de contingut s'acabaria en 5 hores amb una mitjana de 70 segments.

### Startalent
Un Startalent és un neologisme utilitzat per fer referència a una persona del món artístic que no és un especialista dins el món del doblatge, però que es contracte per prestar la seva veu a un personatge important en una producció cinematogràfica. És una estratègia de màrqueting comunament utilitzada per aproximar-se de la fama d'aquest artista com a propulsor publicitari per donar a conèixer la pel·lícula.
Es fa un estudi general d'on es gravarà el film, així triant un o diversos artistes amb un alt reconeixement i així atraure l'atenció del sector, així es tindrà més públic. Al mateix temps, s'espera que l'artista s'adapti a la personalitat del personatge que se li assigna. El director de doblatge serà l'encarregat de capacitar al famós o famosa per obtenir el nivell de qualitat que s'espera i necessita.
Exemples notables de startalents que han interpretat a personatges principals a Amèrica Llatina:
| Pel·lícula                           | Personatge            | Artista                                  |
| ------------------------------------ | --------------------- | ---------------------------------------- |
| Shrek                                | Burro Rumpelstiltskin | Eugenio Derbez Germán Ortega             |
| Tangled                              | Rapunzel Flynn Rider  | Danna Paola Chayanne                     |
| La era de hielo                      | Sid Diego Many        | Carlos Espejel Sergio Sendel Jesús Ochoa |
| Mi villano favorito 2                | El Macho Lucy Wilde   | Alejandro Fernández Andrea Legarreta     |
| Kung Fu Panda                        | Maestro Shifu (1 i 2) | Pedro Armendáriz Jr.                     |
| La vuelta al mundo en 80 días (1956) | Passepartout          | Cantinflas                               |
| Stuart Little 1 i 2                  | Stuart Little         | Adal Ramones                             |
| Hércules (1997)                      | Hércules              | Ricky Martin                             |
| Els pingüins de Madagascar           | Dr. Octavius Brine    | Carlos Alcántara                         |
| Trolls                               | Ramón                 | Aleks Syntek                             |
| Angry Birds                          | Red                   | Adrián Uribe                             |
| El rei lleó                          | Simba                 | Kalimba                                  |

### Fandub
Fandub o fandoblatge és un altre neologisme relacionar amb el doblatge amateur y no oficial. S'utilitza en els vídeos virals o sèries animades.

## Doblatge de videojocs
El procés de doblatge en els videojocs és completament diferent en utilitzar en el món del cinema, ja que els actors no posseeixen una imatge de referència que els serveixi per interpretar el seu rol. Amb l'arribada del CD, els videojocs comencen a presentar veus reals que fan que el jugador connecti més dins el joc, arribant a ser quasi com una història. Durant la dècada dels noranta van començar a doblar-se els primers videojocs a Espanya. A causa de la forta indústria dels videojocs a Europa, van començar a aparèixer el doblatge d'aquesta a diferents idiomes com l'alemany, el francès, l'espanyol i l'italià, entre d'altres. En algunes ocasions, a causa de la inexistència del doblatge llatinoamericà, s'ha exportat la versió espanyola d'alguns videojocs a l'Amèrica Llatina. Aquest territori, en els seus inicis com a economia emergent pel món dels videojocs, va començar a realitzar alguns doblatges a la primera dècada del segle XXI. Tot i això, aquesta tendència seria minoritària, excepte en algun cas concret com a Halo 2, i no arribaria a distribuir-se a Espanya.
Segons PwC, del 2007 al 2011, els guanos del mercat espanyol eren molt superiors a qualsevol país hispanoamericà, resultant ser el doble dels guanys que aportava Mèxic, el mercat més rendible d'Hispanoamèrica. Els ingressos d'un mercat més Fort en el món dels videojocs, com és el d'Espanya, ferien que aquest territori fos l'opció preferentment per realitzar doblatges al castellà des de la introducció del doblatge dels videojocs fins a mitjans de la dècada del 2010.
Segons NewZoo en 2015; el mercat Espanyol, tot i continuar sent el mercat hispanoparlant més rendible, va registrar uns guanys inferiors respecte al conjunt del mercat hispanoamericà pel que fa a la venda de software. El fet que Llatinoamèrica estigui guanyant importància en el sector ha fet que es comenci a prioritzar el doblatge de videojocs en alguns casos. No obstant això, la decisió de prioritzar-ho o no està supeditada a la rendibilitat de les determinades marques, productes o plataformes de cada regió.

## Doblatge en català

### Història
El primer film doblat en català (i primer doblatge a tot l'Estat espanyol) fou Draps i ferro vell, el 1933. Es tracta d'una producció francesa, que duia per títol original Bric-à-brac et compagnie (1931), i que era protagonitzada per Fernandel. El doblatge es va fer sota la supervisió del director cinematogràfic i periodista Magí Murià i Torner (1881-1958).
Amb la mort del general Franco i l'arribada de la democràcia, es va fer un intent de normalitzar el doblatge en català als cinemes amb pel·lícules com L'home elefant (‘The Elephant Man'. David Lynch, 1980) o Excalibur (John Boorman, 1981), però no va ser fins al naixement de Televisió de Catalunya (inaugurada al 1983) quan se li va donar un impuls definitiu. A partir d'aquell moment es van anar introduint eines d'assistència a la traducció i es va anar perfeccionant, aconseguint així ser una indústria molt significativa avui en dia a Catalunya. Al mateix temps, va exercir una funció pedagògica a nivell fonètic i normatiu.
Com hem comentat, el procés que de doblatge és bastant similar en qualsevol llengua, però en el cas del doblatge a català hem de destacar el procés triat per Televisió de Catalunya a l'hora de doblar produccions audiovisuals. La novetat del procés va ser una selecció directa de la major part dels professionals que treballaven en el doblatge i una posterior supervisió de les traduccions ofertes al públic. Tota aquesta estructura no només s'aplicava a les emissions de les cadenes de Televisió de Catalunya (com pot ser, TV3) sinó que també es va traslladar a la pantalla gran. Una altra de les novetats que introdueix el doblatge en català és la figura del lingüista. Si bé trobem un traductor, un ajustador i un actor de doblatge, el lingüista guanya cada cop més importància; no només corregeix el text, sinó que unifica criteris generals del doblatge en català i vetlla perquè es mantingui un estil i un to de traducció adequats al producte.
Un exemple on el lingüista és realment important, és en sèries d'una gran durada, on es necessiten més d'un traductor. En aquest cas, el lingüista s'encarregarà d'evitar incoherències en els tractaments de “tu” i “vostè”, en els diferents noms de personatges i llocs on es desenvolupa la història, elements cultural. Televisió de Catalunya no acostuma a realitzar càstings de veu però en canvi, moltes productores de pel·lícules destinades a la pantalla gran sí que en fa, tot i que sovint els representants d'aquestes productores no saben català i basen la seva tria en factors purament artístics.

### El doblatge i els espectadors
Espanya és un gran consumidor del cinema doblat en castellà, degut en primer lloc a la oferta els cinemes (hi ha pocs cinemes que ofereixin versió original) i degut al costum i a la comoditat. Segons dades del Baròmetre de la Comunicació i la Cultura, només un 35,2% de la població assisteix al cinema, i d'aquests espectadors un quasi 90%, és a dir, la gran majoria, consumeix pel·lícules en castellà. Pel que fa als espectadors que prefereixen el català a la pantalla representen menys del 10%.

### Associació ECAD (Escola Catalana de Doblatge)
L'associació ECAD és l'entitat més important de doblatge català, nascuda l'any 2013 amb l'objectiu d'oferir cursos d'introducció o especialització en el doblatge.
Totes les seves activitats estan reconegudes pel Departament d'Ensenyament de la Generalitat de Catalunya i l'ECAD està inclòs en el Cens d'entitats de foment de la llengua catalana.

## Galeria
- Veu de Mari Carme Giner interpretant a Son Goku, de la sèrie Bola de Drac (doblatge valencià de Canal 9).
- Veu de Francesc Fenollosa interpretant al Geni Tortuga, de la sèrie Bola de Drac (doblatge valencià de Canal 9).
- Rafa Contreras, doblador de Woody Allen, citant una frase de la pel·lícula Annie Hall (doblatge valencià de Canal 9).